# 道包什

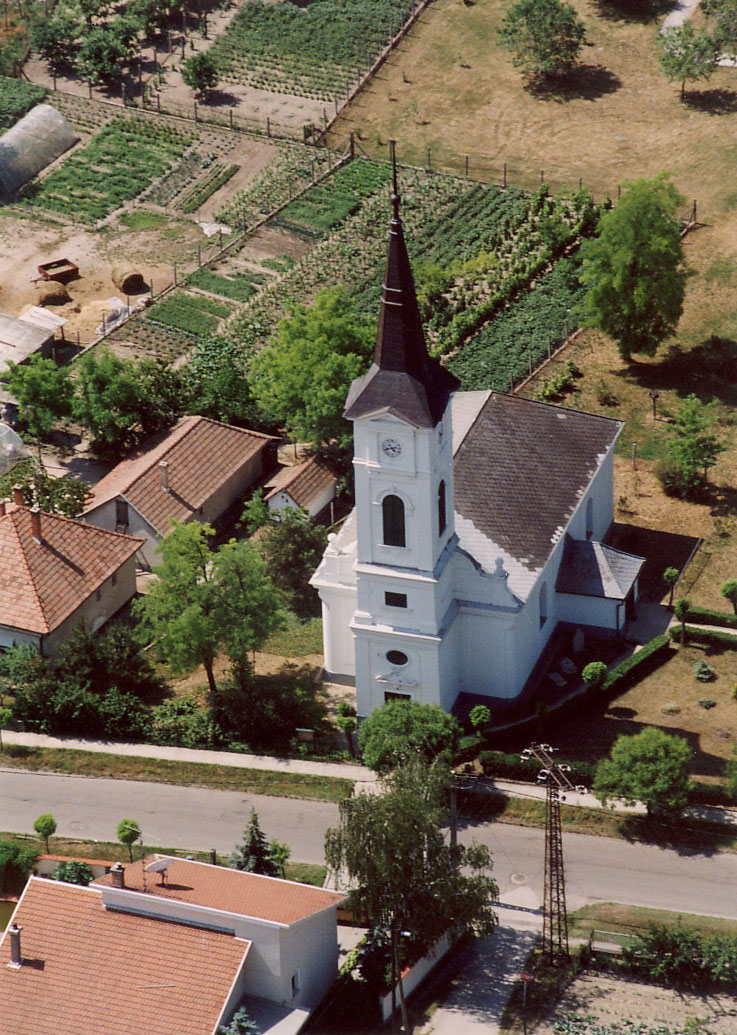

道包什是匈牙利的城鎮，位於該國中部，由佩斯州負責管轄，面積165.99平方公里，主要經濟活動是印刷業，2011年人口16,716，其中約七成居民信奉天主教。

## 外部連結
- Official website （页面存档备份，存于） （匈牙利文）
- Video Dabas